# Wilmer Allison
Wilmer Lawson Allison Jr., född 8 december 1904 i San Antonio, Texas, USA, död 20 april 1977 var en amerikansk högerhänt tennisspelare. Wilmer Allison var en av världens 10 bästa spelare stora delar av perioden 1930-35. Han rankades som bäst på fjärde plats 1932 och 1935. Han var USA:s främste manlige spelare 1934-35 och rankades bland de 10 bästa åtta säsonger i följd. Allison vann under karriären mellan 1929 och 1935 totalt 6 Grand Slam-titlar, varav en i singel, 4 i dubbel och en i mixed dubbel. 
Allison upptogs 1963 i International Tennis Hall of Fame. 

## Tenniskarriären
Wilmer Allison var visserligen framförallt dubbelspelcialist, men han var också en skicklig singelspelare. Säsongen 1930 nådde han singelfinalen i Wimbledonmästerskapen. Han mötte där landsmannen Bill Tilden som vann med 6-3 9-7 6-4. Därmed vann Tilden sin sista av 10 Grand Slamtitlar i singel. Allison vann 1935 singeltiteln i Amerikanska mästerskapen genom finalseger över 1931 års Wimbledonsegrare Sidney Wood (6-2, 6-2, 6-3). Säsongen innan, 1934, hade han också nått finalen i den turneringen, men då förlorat mot den brittiske storspelaren Fred Perry som vann med 6-4, 6-3, 1-6, 8-6.  
Sina 4 dubbeltitlar i GS-turneringar vann Allison tillsammans med John Van Ryn.

## Allison somDavis Cup-spelare
Wilmer Allison spelade i det amerikanska Davis Cup-laget 1929-1936. Han spelade totalt 44 matcher av vilka han vann 32. Han är därmed tredje meste DC-spelaren i USA efter John McEnroe (69 matcher) och Vic Seixas (55 matcher). Under den perioden vann han tillsammans med Van Ryn 13 av 15 spelade dubbelmatcher. Detta var rekord för amerikanska lag fram till dess att John McEnroe och Peter Fleming vann 14 av 15 dubbelmatcher under 1980-talet.
Allison spelade två mycket uppmärksammade singelmatcher i DC-sammanhang. År 1930 vann USA semifinalmatchen mot Italien med 4-1. Han mötte där den ambidextra Giorgio de Stefani som han besegrade med 4-6, 7-9, 6-4, 8-6, 10-8. I den matchen "brände" han först 4 setbollar i det andra setet som han sedan förlorade. I det fjärde setet hämtade han upp ett underläge på 2-5 och räddade dessutom 2 matchbollar. I det femte setet låg han under med 1-5 men lyckades ändå vinna, trots att han hade ytterligare 16 matchbollar mot sig. Säsongen därpå, 1932, förlorade han i Cup-finalen mot Frankrike mot Jean Borotra med 6-1, 6-3, 4-6, 2-6, 5-7 efter att i det femte setet ha haft 4 matchbollar mot fransmannen. Vid den sista matchbollen slog Borotra ett uppenbart dubbelfel i sin egen serve, men linjedomaren förblev tyst och matchen fortsatte. Frankrike vann mötet med 3-2 i matcher och därmed cupen.

## Spelaren och personen
Wilmer Allison var under andra världskriget överste vid US Army Air Force.

## Grand Slam-titlar
- Wimbledonmästerskapen
  - Dubbel - 1929, 1930
- Amerikanska mästerskapen
  - Singel - 1935
  - Dubbel - 1931, 1935
  - Mixed dubbel - 1930